# Tim Müller
Tim Müller (* 4. August 1996 in Mainz) ist ein österreichisch-deutscher Fußballspieler.

## Karriere

### Verein
In seiner Jugend spielte Müller für Fontana Finthen und ab seinem zwölften Lebensjahr für den 1. FSV Mainz 05. Er stieg zur Saison 2015/16 in die zweite Mannschaft des FSV auf, die damals in der 3. Liga spielte. Unter Trainer Sandro Schwarz gab er am 30. August 2015 beim 2:1-Sieg gegen die SG Sonnenhof Großaspach sein Debüt. In der 85. Minute wurde er für Devante Parker eingewechselt. Am Ende der Saison 2016/17 stieg er mit der Mannschaft in die Regionalliga ab.
Zur Saison 2017/18 schloss er sich dem TSV Steinbach an. Nach zwei Jahren verabschiedete sich der TSV Steinbach beim letzten Heimspiel der Saison 2018/19 von Müller. Zur Saison 2019/20 wechselte er zum fünftklassigen TSV Schott Mainz, zog sich jedoch einen Tag nach seiner Verpflichtung einen Kreuzbandriss zu. Die Mannschaft stieg in der Zwischenzeit in die Regionalliga Südwest auf, wo sich Müller in der folgenden Saison nach seiner Rückkehr als Stammspieler durchsetzen konnte. 2022, 2023 und 2024 gewann er mit der Mannschaft dreimal in Folge den Südwestpokal, stieg in der Liga jedoch zunächst 2022 sowie, nach dem direkten Wiederaufstieg im folgenden Jahr, am Ende der Saison 2023/24 erneut in die Oberliga ab.
Im Sommer 2024 schloss sich Müller dem Landesligisten SG Hüffelsheim an.

### Nationalmannschaft
Müller absolvierte am 5. März 2014 ein Testspiel für die österreichische U-18-Auswahl gegen Slowenien. Beim 3:2-Auswärtssieg in Radomlje kam er über die kompletten 90 Minuten zum Einsatz.

## Familie
Tim ist der Sohn von Michael „Schorsch“ Müller, der in den 1980er- und 1990er-Jahren als Spieler für Mainz 05 und den SV Wehen aktiv war.